# Pedro Cárdenas Avendaño
Pedro Nolasco Cárdenas Avendaño (Corral, 22 de junio de 1878 - Santiago de Chile, 21 de agosto de 1965) fue un obrero y político chileno. Hijo de Nolasco Cárdenas Guzmán y de Ester Avendaño.
Nació en un hogar pobre. A los 13 años ya trabajaba como aprendiz de zapatero. A muy temprana edad conoció de los ideales del Partido Democrático y comenzó a luchar por los intereses obreros, siendo uno de los importantes líderes del partido en la zona sur y a nivel nacional a partir de los años treinta.
En los años cincuenta perteneció al Partido Democrático Nacional (PADENA), que representaba la avanzada social que mejor representaba a los trabajadores y mantenía los ideales de los antiguos democráticos fundados por Malaquías Concha Ortiz.

## Actividades públicas
- Socio fundador del Club de Remeros Sargento Aldea (1894).
- Colaboró en el diario La Luz del Faro (1900).
- Miembro contribuyente del Club Musical Obrero (1901).
- Socio fundador de la Sociedad de Zapateros "Manuel Rodríguez" (1902).
- Fundador y presidente del Centro Dramático "Juan Rafael Allende", con que difundió el gusto artístico entre la juventud (1903).
- Regidor de la municipalidad de Valdivia (1903-1909).
- Miembro del Consejo de Habitaciones Obreras de Valdivia (1905).
- Editor del periódico El Grito del Pueblo (1906).
- Secretario de la Convención Democrática (1907-1909).
- Presidente de la Convención Democrática (1909).
- Miembro de La Fraternidad de Socorros Mutuos (1909).
- Fundador y presidente de la Biblioteca de La Fraternidad (1911).
- Diputado por Valdivia, La Unión (1912-1915); integró la comisión permanente de Industria y Agricultura.
- Diputado por Valdivia, La Unión (1915-1918); integrante de la comisión permanente de Industria y Agricultura.
- Diputado por Valdivia, La Unión (1918-1921); miembro de la comisión permanente de Higiene Pública y Asistencia Social.
- Vicepresidente de la Cámara de Diputados (3 de junio-13 de diciembre de 1918).
- Diputado por Valdivia, La Unión (1921-1924); figuró en la comisión permanente de Industria y Agricultura.
- 1922: vicepresidente de la Cámara de Diputados (26 de abril-2 de junio de 1922).
- 1924: presidente del Partido Democrático (1924).
- 1924: delegado de Chile en la Embajada de Chile en Washington (Estados Unidos).

Tras el estallido del movimiento militar del 11 de septiembre de 1924, dirigido por el general Luis Altamirano contra el gobierno de Arturo Alessandri Palma, debió cesar sus funciones en la embajada chilena en Estados Unidos, retornando a Chile en febrero de 1925.

- Diputado por Valdivia, La Unión, Villarrica, Río Bueno (1926-1930); miembro de la comisión permanente de Agricultura y Colonización.
- Diputado por Valdivia, La Unión, Villarrica, Río Bueno (1930-1934); figuró en la comisión permanente de Constitución, Legislación y Reglamento.
- Vicepresidente de la Cámara de Diputados (15 de mayo de 1930-30 de noviembre de 1931).

El movimiento revolucionario que estalló el 4 de junio de 1932, decretó el día 6, la disolución del Congreso Nacional, dando por finalizada la Legislatura conocida como Congreso Termal, procediendo a dar inicio a una República Socialista presidida por el diplomático Carlos Dávila; el comodoro del aire Marmaduque Grove y el parlamentario Eugenio Matte, que se toman el poder por la vía armada.

- 1932: ministro de Agricultura de la Primera Junta de Gobierno de la República Socialista (4-16 de junio de 1932).
- 1932: Vocal de la Tercera y Cuarta Junta de Gobierno de la República Socialista (16 de junio-8 de julio de 1932).

En diciembre de 1932 se restauró la constitucionalidad y las leyes con la elección del presidente Arturo Alessandri Palma. Desde entonces se retira de la política, se dedica a la colaboración de diversos medios de prensa, crea la Sociedad Tipográfica Juan Gutemberg, sigue defendiendo con ahínco los intereses obreros, creando sociedades de socorros mutuos como la Sociedad de Empaquetadores de Comercio. Fue miembro fundador del Partido Democrático Nacional, manteniendo los ideales democráticos y defensores del proletariado, pero no llegó a tener mayor figuración política. Falleció a los 87 años de edad, en 1965.